# Bataille d'Himère (480 av. J.-C.)
Pour les articles homonymes, voir Bataille d'Himère.
La bataille d'Himère se déroule en 480 av. J.-C. Elle oppose Hamilcar de Giscon qui dirige les troupes carthaginoises à Gélon, le tyran de Syracuse. Les Carthaginois subissent une lourde défaite, qui met un terme à leurs tentatives de mainmise sur la Sicile pendant 70 ans.

## Contexte historique
Théron d’Agrigente renverse le tyran d'Himère Terillos en 482 av. J.-C., lequel, avec son gendre, Anaxilas, tyran de Rhégion, appelle Carthage en soutien. Alors que Gélon tente d'unifier la Sicile sous sa houlette menaçant de fait les implantations puniques dans l'île, Carthage décide d'intervenir et, peut-être avec l'alliance de l'Empire perse selon certaines sources, déclare la guerre. Selon la tradition, Hamilcar dispose de 300 000 hommes, chiffre sans doute exagéré. Hérodote signale que Carthage emploie des Phéniciens, des Libyens, des Ibères, des Ligyens et des Hélisyques du Bas-Languedoc, des Sardes et des Corses.

## Déroulement
Après avoir subi des pertes en raison du mauvais temps lors de la traversée, Hamilcar de Giscon débarque à Panormos. Il attaque Himère où s'enferme Théron. Gélon envoie 50 000 fantassins et 5 000 cavaliers en renfort. Les Carthaginois sont alors attaqués sur deux flancs, rendant la défaite inéluctable. Selon Diodore de Sicile, la moitié de l'armée carthaginoise et la majorité de sa flotte sont détruites à l'issue d'une bataille acharnée. Un seul bateau parvient à regagner Carthage.
Hamilcar serait mort au cours des combats ou se serait suicidé de honte.

## Conséquences
L'événement a de graves incidences pour l'histoire de Carthage, ayant même contribué à une révolution politique selon Gilbert Charles-Picard, une république remplaçant l'ancien gouvernement aristocratique. D'autres historiens ont considéré ce point d'arrêt en Sicile comme une des causes du développement territorial de Carthage en Afrique.
La bataille a lieu la même année que la bataille de Salamine, point culminant de la seconde invasion perse. Les Grecs ont ainsi remportés cette année là deux batailles d'importance face à des rivaux régionaux.